# Omobranchus loxozonus
Omobranchus loxozonus är en fiskart som först beskrevs av Jordan och Starks, 1906.  Omobranchus loxozonus ingår i släktet Omobranchus och familjen Blenniidae. Inga underarter finns listade i Catalogue of Life.